# Последње борбе у западном Повардарју
Дана 16. и 17. новембра 1905. дошло је до борбе код села Поменова (Велешка област), у коме су се налазиле бугарске чете потпоручника Константинова и Тодора Дачова. Српске чете, које су предводили нови шеф Горског штаба, поручник Панта Радосављевић-Дунавски и војвода Раде Радивојевић (познат у као Душан Вардарски), нису успеле да, неопажене, опколе Поменово. Њих је приметила бугарска стража и отворила ватру. То је омогућило Бугарима да се једним делом повуку на доминантну узвисину, а другим делом зађу у бок српских чета. Нашавши се у унакрсној ватри, Дунавски је заповедио повлачење на суседни врх. Тако су се српске чете извукле без губитака, које исто тако нису имали ни Бугари.
За неуспех у овој борби Дунавски криви недисциплиноване и неискусне четнике, као и неискуство војвода Душана Вардарског, који се као учитељ није снашао у оваквој ситуацији. Поред тога он подвлачи и своје непознавање терена, што је одлучило исход борбе. Дунавски наводи да је за десет дана бављења у Велешкој кази имао три борбе и две чарке за Бугарима. Осетивши се угроженим, Бугари су у своја села довели Турске посаде, а исто је учињено и у српским селима сем Габровника. Ово је омело рад српских чета и за извесно време онемогућило њихов опстанак у Велешкој кази.